# Heterometra sarae
Heterometra sarae is een haarster uit de familie Himerometridae.
De wetenschappelijke naam van de soort werd in 1941 gepubliceerd door Austin Hobart Clark.